# Glukoneogenese
Glukoneogenese er nydannelse af glukose i leveren fra
- Glycerol
- Pyruvat
- Laktat
- Aminosyrer